# Marianne Ehlers
Marianne Ehlers (* 1953 in Garding) ist eine deutsche bzw. niederdeutsche Bibliothekarin, Autorin und Sprachpolitikerin.

## Leben
Marianne Ehlers ist auf der Halbinsel Eiderstedt aufgewachsen und hat an der Theodor-Storm-Schule in Husum ihr Abitur gemacht. Nach ihrem Studium in Hamburg hat sie als Diplom-Bibliothekarin u. a. auch in der Stadtbücherei Kellinghusen gearbeitet. Ehlers ist seit 2010 Referentin für Niederdeutsch des Schleswig-Holsteinischen Heimatbundes (SHHB).

## Engagement für Niederdeutsch
Marianne Ehlers ist mit Plattdeutsch als Familiensprache aufgewachsen und hat sich intensiv für die Pflege und Förderung des Niederdeutschen eingesetzt. Neben zahlreichen eigenen Veröffentlichungen hat sie auch dazu beigetragen, dass in Schleswig-Holstein mehr Plattdeutsch gelesen und geschrieben wird. Ehlers ist Mitglied im Plattdeutschen Rat von Schleswig-Holstein und vertritt die sprachpolitischen Interessen der Plattdeutsch-Sprecher auch überregional im Bundesrat für Niederdeutsch. Außerdem ist Marianne Ehlers Vorsitzende der AG Nedderdüütsch im Heimatverband des Kreises Steinburg sowie Vorsitzende des Vereins Fehrs-Gilde, Gesellschaft für niederdeutsche Sprache, Literatur und Sprachpolitik e.V.
Die Vermittlung ihrer plattdeutschen Muttersprache an Kinder und Jugendliche ist Marianne Ehlers ein besonderes Anliegen. In diesem Zusammenhang leitet sie Wochenendseminare des Schleswig-Holsteinischen Heimatbundes und führt platt- und hochdeutsche Lesungen durch. Selbst verfasste Texte, vor allem Kurzgeschichten, spielen neben der Rezitation klassischer und moderner Literatur zunehmend eine Rolle.

## Werke
- Steerns an´n Heven. Wiehnachten in uns Tiet; Hrsg.: Gesche Scheller, Autoren: Ines Barber, Yared Dibaba, Marianne Ehlers, Sandra Keck, Matthias Stührwoldt und Heike Thode-Scheel, Quickborn-Verlag, Hamburg 2016, ISBN 978-3-87651-435-2

## Ehrungen
2005 wurde Marianne Ehlers von Ministerpräsident Peter Harry Carstensen mit der Schleswig-Holstein-Medaille ausgezeichnet.
Am 16. März 2018 wurde ihr das Bundesverdienstkreuz am Bande verliehen.